# Myrsine laetevirens
Myrsine laetevirens är en viveväxtart som först beskrevs av Carl Christian Mez, och fick sitt nu gällande namn av Arech. Myrsine laetevirens ingår i släktet Myrsine och familjen viveväxter. Inga underarter finns listade i Catalogue of Life.

## Bildgalleri

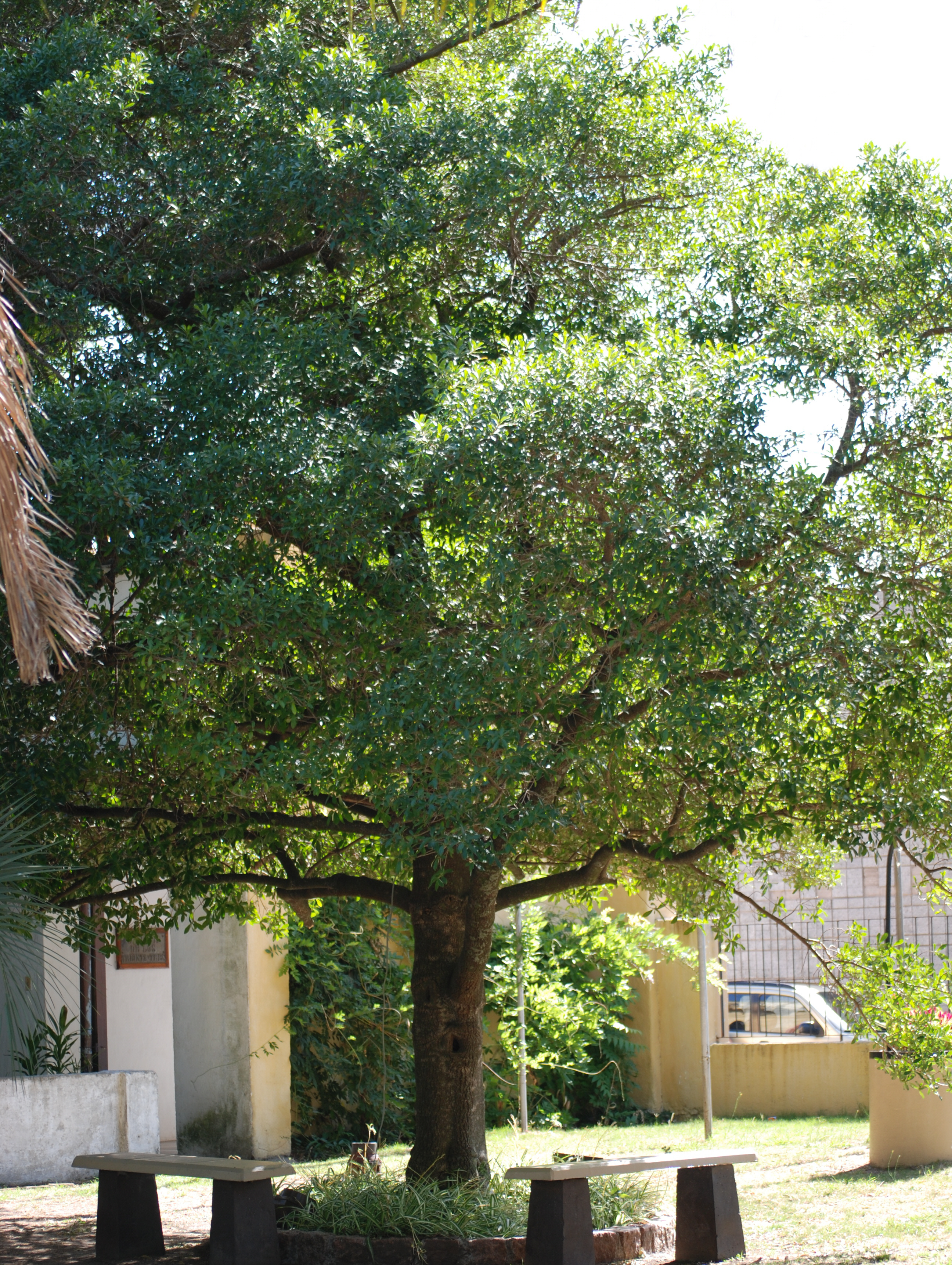